# Ramutis
Ramutis ist ein litauischer männlicher Vorname, abgeleitet von ramus (ruhig). Die weibliche Form ist Ramutė.

## Personen
- Simas Ramutis Petrikis (* 1942), Ingenieur, Professor und Politiker, Seimas-Mitglied
- Vincas Ramutis Gudaitis (* 1941), Schriftsteller und Politiker, Seimas-Mitglied